# Amunicja bocznego zapłonu

Przekrój i działanie naboju bocznego zapłonu

Przekrój i działanie nabojów (od lewej): centralnego zapłonu ze spłonką typu Boxer; centralnego zapłonu ze spłonką typu Berdan; bocznego zapłonu

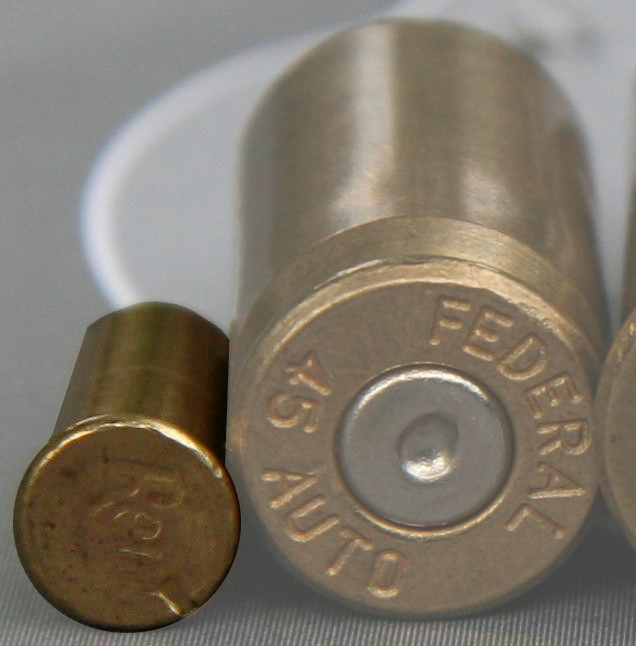
Łuski po wystrzelonych nabojach:
bocznego zapłonu (po lewej),
centralnego zapłonu (po prawej)

Amunicja bocznego zapłonu – amunicja do broni palnej, w której masa zapłonowa wprasowana jest bezpośrednio w kryzę łuski. Iglica zapłonowa uderza nie w centrum tylnej części łuski lecz w bok, prawie na samym skraju.
Są to w większości naboje małokalibrowe, przeznaczone do broni sportowej, najczęściej kaliber .22 (0,22 cala, w przybliżeniu 5,6 mm). Kaliber ten jest i był często używany jako broń sportowo-treningowa oraz do polowań na mniejszą zwierzynę np. zające, króliki.